# Parafia św. Apostołów Piotra i Pawła i św. Eugeniusza de Mazenod w Mińsku
Parafia św. Apostołów Piotra i Pawła i św. Eugeniusza de Mazenod w Mińsku – rzymskokatolicka parafia znajdująca się w archidiecezja mińsko-mohylewskiej, w dekanacie Mińsk-Zachód, na Białorusi. Obejmuje obszar dzielnicy Zielona Łąka w Mińsku. Parafię prowadzą Misjonarze Oblaci.

## Historia
Parafia została zarejestrowana 31 maja 2007 r. Nawiązuje do historii kaplicy znajdującej się przy szpitalu Towarzystwa Dobroczynności w Mińsku, powstałej w 1810 r. Towarzystwo zostało założone w 1805 r. z inicjatywy bp. Jakuba Dederki, który ufundował budynek szpitala przy ul. Felicjańskiej. Posiadał 24 łóżka, opiekę w nim sprawowały siostry miłosierdzia (szarytki).
Parafia nie posiada kościoła parafialnego, funkcję tę pełni kościół św. Rocha (św. Trójcy) w Mińsku. Msze Święte odbywają się w kaplicy Duszpasterskiego Centrum przy episkopacie Białorusi (ul. Kalcowa 153) oraz w klasztorze sióstr Dominikanek (ul. Nieżdanowej 48). 
Wykonano projekt kościoła parafialnego, który pierwotnie miał zostać wzniesiony na terenie skweru Kotowka, na rogu ulic Izmajłowskiej i Pierwszy Zaułek Kryłowicza. W maju 2016 r. rozpoczęto prace mające na celu przygotowanie terenu pod budowę, tj. wycięcie drzew, w większości topoli czarnej. Zostały one zablokowane przez działaczy ekologicznych, jako bezprawne. W lutym 2017 r. ogłoszono zmianę miejsca budowy na inne, przy ul. Niekrasowa. 26 października 2019 r. krzyż i ziemię na której ma stanąć świątynia poświęcił biskup pomocniczy archidiecezji mińsko-mohylewskiej Jerzy Kosobucki. 5 grudnia 2019 r. rozpoczęto budowę kościoła, który po roku znajdował się w stanie surowym. Pierwszą odprawioną w kościele Mszą Świętą była pasterka w nocy z 24 na 25 grudnia 2020 r.

## Proboszczowie parafii
| imię i nazwisko        | daty urzędowania |
| ---------------------- | ---------------- |
| Dymitr Zaniamoński OMI |                  |
| Piotr Bielewicz OMI    |                  |